# Église Saint-Amand de Hamme-Mille
L'église Saint-Amand est une église de style néo-classique située à Hamme-Mille, section de la commune belge de Beauvechain, en Brabant wallon.
Construite en style néo-classique en 1830, elle remplace une église plus ancienne.

## Historique
Après démolition de l'ancienne église, l'église a été construite en 1830 par l'architecte Antoine Moreau,,, par ailleurs auteur de l'église Saint-Jean-Baptiste de Loupoigne en 1833.
L'église n'est pas classée mais fait l'objet d'une inscription au titre des monuments historiques sous la référence 25005-INV-0015-02.

## Architecture
À l'ouest, l'église présente un clocher de plan carré entre ailes de forme convexe.

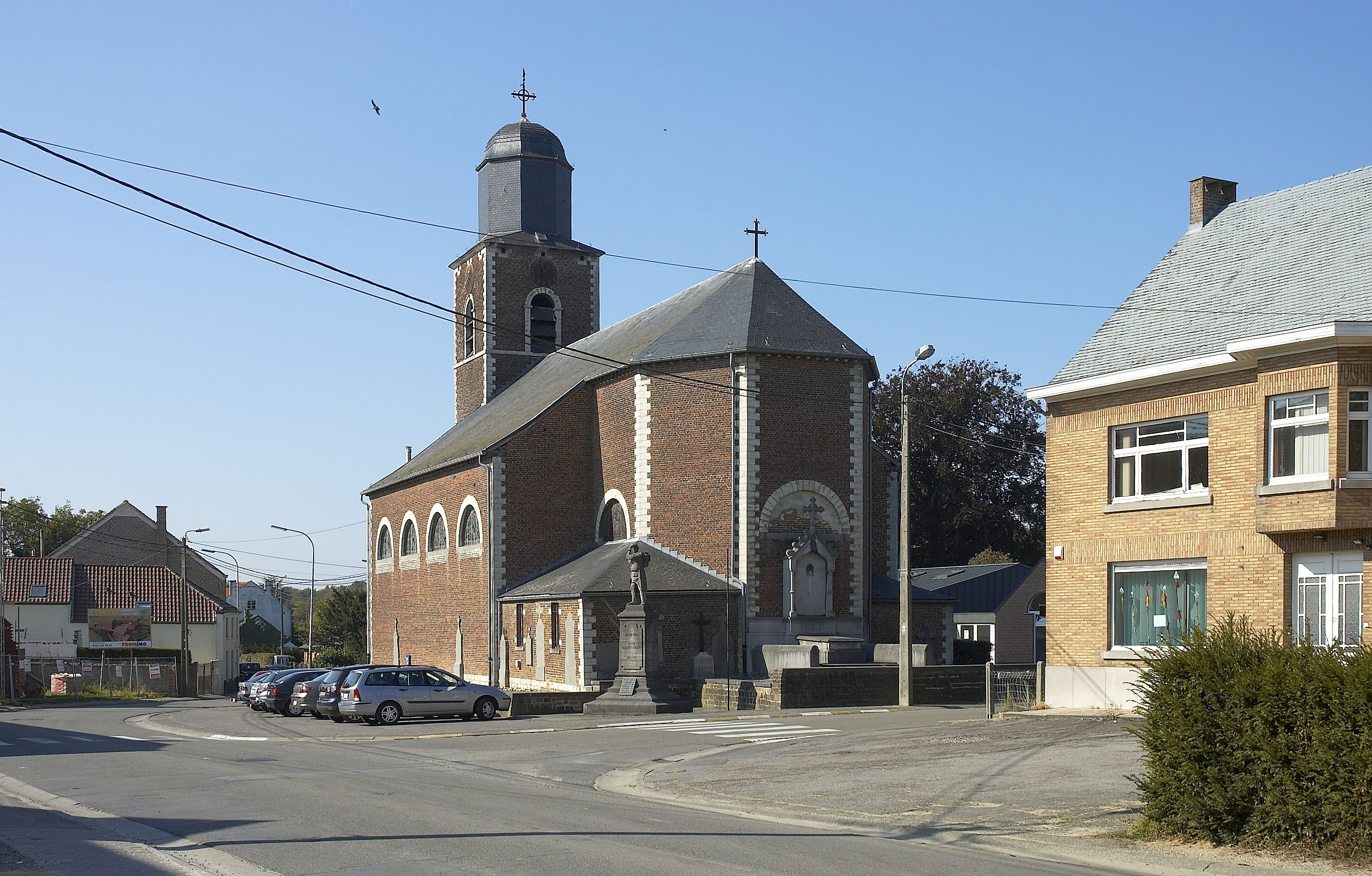
L'église vue du sud-est.
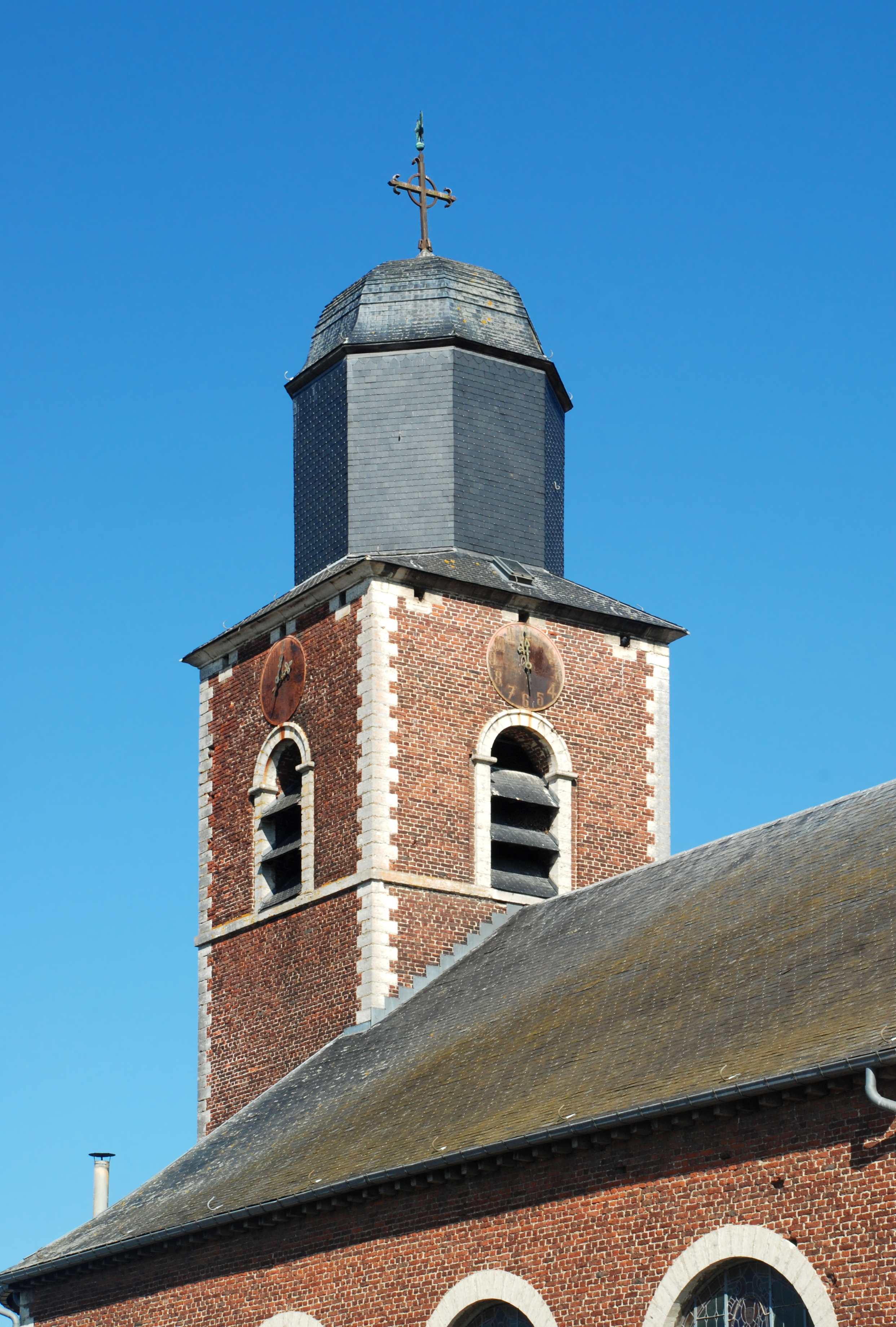
Le clocher.
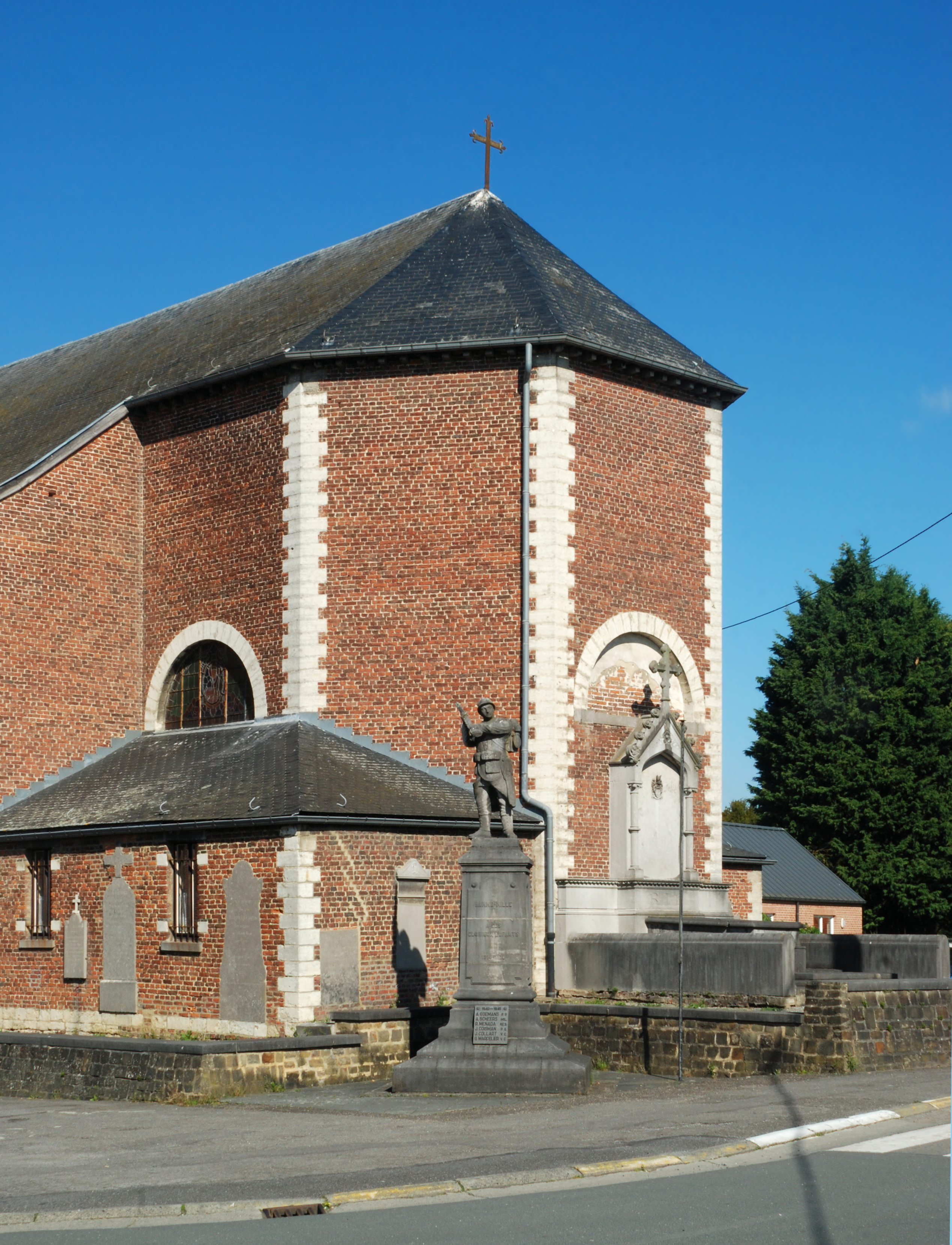
Le chevet.